# Aimar Modelo
Aimar Taimir Modelo Johnson (ur. 25 stycznia 2005 w Vacamonte) – panamski piłkarz występujący na pozycji prawego obrońcy, reprezentant Panamy, od 2025 roku zawodnik amerykańskiego New York Red Bulls II.